# عزلة مسفر (تعز)

تعديل مصدري - تعديل

عزلة مسفر هي إحدى عزل مديرية المسراخ في محافظة تعز اليمنية ويبلغ تعداد سكانها 9168 نسمة حسب التعداد السكاني في اليمن لعام 2004.

## روابط خارجية
- الجهاز المركزي للإحصاء بالجمهورية اليمنية
- المركز الوطني للمعلومات باليمن
- World Gazetteer:Yemen
- الدليل الشامل